# Molly Sandén
Molly Sandén, également appelée My Marianne, est une chanteuse suédoise, née le 3 juillet 1992 à Stockholm. Elle est la sœur de Mimmi Sandén (en) et de Frida Sandén.

## Biographie
Elle participe aux Concours Eurovision de la chanson junior 2006 à Bucarest, où elle finit à la troisième place du classement.
En 2009, elle est candidate au Melodifestivalen 2009.
En 2012, Molly est candidate au Melodifestivalen 2012 avec sa chanson Why Am I Crying. Elle se qualifie directement en finale où elle termine à la 5e place.
En 2016, Molly est de nouveau candidate au Melodifestivalen 2016, avec sa chanson Youniverse. Elle y termine 6e après avoir terminé 2e de la quatrième et dernière demi-finale.

## Vie privée
Molly Sandén était en relation avec le chanteur suédois Eric Saade jusqu'en 2012. Elle confirme que la chanson Why am I Crying relate la fin de leur histoire.
Le 11 février 2013, le journal suédois Expressen révèle sa relation avec Danny Saucedo. Les deux chanteurs se sont fiancés en 2016. Ils ont cependant officialisé leur séparation début 2019.
Molly Sandén souffre de diabète de type 1, maladie qui lui a été diagnostiquée après une perte de connaissance lors d'un voyage à Barcelone.

## Discographie

### Album studio
- 2009 : Samma himmel
- 2012 : Unchained
- 2015 : Like No One's Watching (EP)
- 2018 : Större
- 2019 : Det bästa kanske inte hänt än
- 2021 : DOM SKA VETA

### Singles
- 2006 : Det finaste någon kan få
- 2007 : Allt Som Jag Kan Ge
- 2007 : YDu Är Musiken I Mig feat. Ola Svensson (High School Musical 2)
- 2008 : Right Here, Right Now feat. Brandur (High School Musical 3)
- 2008 : Keep on (Movin')
- 2009 : Så vill stjärnorna (Melodifestivalen 2009)
- 2011 : Spread a Little Light
- 2012 : Why am I Crying (Melodifestivalen 2012)
- 2012 : Unchained /Mirage
- 2014 : Freak
- 2015 : Phoenix
- 2015 : Like No One's Watching
- 2015 : Satellites
- 2016 : Youniverse (Melodifestivalen 2016)
- 2017 : Rygg mot rygg
- 2017 : Utan dig
- 2018 : Undanflykter
- 2018 : Sand
- 2018 : Jag e (Vierge moderne)
- 2019 : Den Som E Den
- 2020 : Volcano Man (bande originale du film Eurovision Song Contest: The Story of Fire Saga)
- 2020 : Double Trouble (bande originale du film Eurovision Song Contest: The Story of Fire Saga)
- 2020 : Husavik (bande originale du film Eurovision Song Contest: The Story of Fire Saga)

### Collaborations
- 2006 : Julens tid är här  avec Magnus Carlsson
- 2011 : Nu När Jag Ser Dig avec Måns Zelmerlöw (Raiponce)
- 2012 : A Little Forgiveness feat. Christopher
- 2016 : Jag hatar hat avec Magnus Carlsson

## Filmographie et doublage
- 2007 : High School Musical 2 - Gabriella Montez (chant)
- 2008 : High School Musical 3 - Gabriella Montez (chant)
- 2009 : Trapped -Natasha Hamilton (voix)
- 2010 : Raiponce - Raiponce (voix et chant)
- 2010 à 2014 : Bonne chance Charlie - Teddy Duncan
- 2011 : Lemonade Mouth - Olivia White
- 2020 : Eurovision Song Contest: The Story of Fire Saga - Sigrit Ericksdottir (chant)

## Radio et télévision
- 2010 : My Camp Rock Scandinavia 2
- 2012 : Lilla Melodifestivalen 2012

## Distinctions

### Récompenses
- Veckorevyn|Blog Awards 2012 : Årets bloggraket[3]

### Nominations
- Rockbjörnen 2012 : Årets kvinnliga liveartist[4] - perdue face à Loreen
- Finest Awards -2013 : Årets kändisblogg[5] - perdue face à Pernilla Wahlgren